# Первый дом Российского железнодорожного студенческого кооперативного товарищества
Первый дом Российского железнодорожного студенческого кооперативного товарищества – жилой дом в районе Марьина Роща Северо-восточного административного округа города Москвы.

## История
Дом был построен в 1927 – 1928 годах в авангардном стиле, является одним из значимых московских памятников архитектуры авангарда, объектом культурного значения . Дом представляет собой кирпичное четырехэтажное симметричное здание с проездной аркой и двумя подъездами. Над аркой рубленным шрифтом нанесена надпись «Первый дом Р.Ж.С.К.Т-ва» . Высокие аттики скрывают скатную кровлю здания, что вместе с металлической наградой создает эффект плоской террасной крыши .
В доме в 1928 – 1949 годах жил академик В. Н. Образцов, работавший в расположенном напротив здания Московском институте инженеров транспорта, о чем свидетельствует установленная на доме мемориальная доска. Его именем и названа улица, на которой расположен дом. В этом же доме жил и сын В. Н. Образцова основатель впоследствии названного его именем кукольного театра С. В. Образцов.
В течение длительного времени здание не ремонтировалось, однако в 2000-е годы был проведен капитальный ремонт дома. Здание является одним из объектов, включенных в проводимые архитектурные экскурсии, является предметом интереса специалистов в сфере урбанистики .